# Elenore
"Elenore" je pjesma iz 1968. godine, američkog rock sastava The Turtles. Pjesma se nalazi na četvrtom albumu sastava The Turtles Present the Battle of the Bands. Iako je pjesmu napisao samo Howard Kaylan, zasluge su pripale svoj petorici članova sastava: Kaylanu, Marku Volmaun, Alu Nicholu, Jimu Ponsu, i Johnu Barbatai. Pjesma je napisana kao satira najpoznatije pjesme sastava "Happy Together".

## Osoblje
The Turtles
- Howard Kaylan – glavni vokali
- Mark Volman – prateći vokali
- Johnny Barbata – bubnjevi, udaraljke, prateći vokali
- Al Nichol – gitara, klavijature, prateći vokal
- Jim Pons – bas-gitara, prateći vokali

Ostalo osoblje
- Chip Douglas – produciranje
- Jim Hilton – inženjer zvuka

## Ljestvice
| Ljestvice (1968.)           | Položaj |
| --------------------------- | ------- |
| SAD Billboard Hot 100       | 6.      |
| SAD Cash Box Top 100        | 5.      |
| Kanadska ljestvica          | 4.      |
| Engleska ljestvica singlova | 7.      |
| Australija                  | 3.      |
| Novi Zeland                 | 1.      |